# 赏金奇兵III
《赏金奇兵III》是由Mimimi Games开发，THQ Nordic发行的一款即时战术游戏。于2020年6月16日在Microsoft Windows、macOS、Linux、PlayStation 4和Xbox One平台发售。本作是赏金奇兵系列自外传《赫多兰朵》推出后时隔多年的最新作品，故事设定为系列初代的前传，剧情围绕年轻的库珀为父报仇展开。

## 系统

玩家操作的约翰·库珀进入决战模式以计划同时攻击两名敌人。

《赏金奇兵III》是一款即时战术潜行游戏，玩法基于开发商前作《影子战术：将军之刃》，“视锥”和“快速存档”为其核心设定。“视锥”即以锥形显示的敌方单位视野，鼠标右击一名敌人就会显示。而在庞大的游戏地图中，敌人常被分为若干小组，组内成员依固定路线循环行动。玩家需观察找出其中破绽，操作角色巧妙避开敌方视野。若不慎进入其视线内，视锥将逐渐由绿变黄，直到转为红色，表明已触发警报，因此要提前蹲伏于草丛等掩体中躲藏。“快速存档”的存在则降低了玩家的试错成本，有助于在反复试验中完善行动计划进而形成有效的策略。
得益于枪械的引入，玩家可依个人喜好选择潜行与否。潜行玩法注重于无声暗杀或是击倒后捆绑敌人，由于同伴的失踪常引来其他敌人寻找，及时隐藏尸体才能避免触发警报；角色也可通过坠物等环境击杀制造意外事故，以免被敌人怀疑。枪战玩法更为直接与刺激，但会产生巨大噪音，容易招致大批敌人，变相增加游戏难度。这一富有弹性的设计使得追求谨慎潜行的新手和大胆速通的老手都能很好适应游戏节奏。
游戏里五名可玩角色各自具备独特的装备与技能，尽管多半能在《影子战术》中找到对应原型，本作仍不乏创新之处。主角库珀擅长使用飞刀和双枪，麦考伊精通狙击、开锁及投掷毒气，赫克托口哨同陷阱配合屡试不爽，凯特能利用伪装诱敌深入后击倒，伊莎贝尔更拥有精神控制和灵魂连接的强大巫术。当涉及角色间复杂的战术配合时，即可考虑启用“决战模式”（Showdown Mode）。改良自《影子战术》原有的“影子模式”，决战模式新增时间暂停功能，开启后玩家可逐一分配各角色行动指令，待安排妥当即可统一执行。此外，每名角色都预设有特定热键用以分别执行命令。

## 概要
作为系列首款游戏《赏金奇兵：西部通缉令》的前传，本作故事围绕着系列主角约翰·库珀（John Cooper）的早年经历展开。游戏背景设定在1870年代的美国西部，场景跨越科罗拉多州、路易斯安那州、新墨西哥州以及墨西哥。除了主角库珀，可操作角色还包括麦考伊医生（Doc McCoy）、赫克托·门多萨（Hector Mendoza）、凯特·欧哈拉（Kate O'Hara）以及伊莎贝尔·莫罗（Isabelle Moreau），五人来历不同，但都各有所长。

### 剧情
故事主角约翰·库珀是一名赏金猎人，为报儿时杀父之仇，一路追踪着臭名昭著的土匪头子弗兰克（Frank）。当他乘坐德维特公司（DeVitt Company）的火车只身前往科罗拉多州的石板镇（Flagstone）时，因缘际会下结识了同车的麦考伊医生。在石板镇，老友赫克托·门多萨告诉约翰，当地镇长新婚在即，弗兰克正身处其位于郊外的豪宅。与此同时，镇长的准新娘凯特·欧哈拉偶然发现，镇长早把她家的牧场全卖给了德维特。随后约翰潜入镇长家寻找弗兰克，恰巧撞见凯特与镇长激烈争吵并失手将其枪杀。二人携手逃离后，约翰从凯特口中得知弗兰克已去往新奥尔良，作为交换，他带着赫克托和受雇的麦考伊前去支援遭德维特人马围攻的欧哈拉牧场。牧场成功解围，凯特的叔叔却在战斗中丧生。为阻止后续援兵，众人合作炸毁了通往石板镇的唯一铁路桥。
一行人遂启程前往新奥尔良追寻现为德维特卖命的弗兰克，却路遇强盗伏击，幸得精通伏都教巫术的伊莎贝尔·莫罗搭救。伊莎贝尔表示她与正在当地调查德维特的搭档韦恩警长（Marshall Wayne）近来失联，众人抵达新奥尔良才发现韦恩已遭弗兰克手下囚禁于沼泽深处的秘密基地，即将被运往德维特在新墨西哥州的金矿干活。很快他们便救出韦恩并烧毁了基地，而这也引起弗兰克的警觉，后者立即带人封锁了新奥尔良。众人潜行穿过封锁，但复仇心切的约翰不顾队友反对，执意独自面对弗兰克，更开枪打伤劝阻他的赫克托，却在随后与仇人的对决中败下阵来，一行人均为德维特手下擒获。
沦为阶下囚的众人被送到德维特的矿井做苦工，不久通过周密计划成功逃出生天，终于受够的麦考伊却在此时选择离队。其他人应韦恩之托前去德维特靠近埃尔帕索的豪宅绑架他，得手后便载其离开。不料目标半道用计逃脱并反将一军，千钧一发之际，麦考伊及时归来击倒了德维特。重聚的一行人穿过国境，赶往弗兰克位于魔鬼峡谷（Devil's Canyon）的老巢，当年约翰的父亲正是牺牲在那里。这次有了队友们的帮助，约翰最终结果了失去所有手下的弗兰克。

## 开发
本作发行商THQ Nordic自2013年和2017年分别从雅达利SA与黑森林游戏处购得《赏金奇兵》全系列版权以来，就计划为系列开发续作。2018年8月，德国游戏工作室Mimimi Games正式宣布接手《赏金奇兵III》的开发工作。
与开发商前作《影子战术：将军之刃》相同，本作也采用Unity引擎开发，以便在其基础上进一步完善游戏系统。尽管游戏机制总体沿袭《影子战术》，《赏金奇兵III》亦不乏创新之处：例如当角色身处“公共区域”时，只要没有出格行为，就等同于不会引起守卫警觉的平民。与此同时，制作组又采纳广大玩家意见，将《影子战术》原有的“影子模式”改为具有暂停时间功能的“决战模式”，以适应游戏中快节奏的枪战。角色技能方面，伊莎贝尔的巫术更展现出诸多新意，进一步提升游戏可玩性。
考虑到《赏金奇兵III》与最近推出的系列前作已相隔十多年，制作组决定将故事设定为系列前传，提高创作自由度的同时也利于吸引更多新玩家。为降低游戏门槛，本作还提供了丰富完善的教程系统，并专门设计出游戏手柄配套的控制模式。借助众多幽默风趣的对白，游戏着重展现了主角们的个性和彼此间的友情，而在设计此类故事桥段时，制作组曾提前研究大量西部片来获取灵感。游戏配乐由菲利波·贝克·佩科茨（Filippo Beck Peccoz）负责，在创作主题曲时，他将经典西部风格的吉他伴奏与现代化的合成器音效结合，同时针对不同角色的来历与性格量身打造背景音乐。

## 发行
《赏金奇兵III》原定于2019年在Microsoft Windows、PlayStation 4和Xbox One平台推出，但最终延期至2020年6月16日正式发售，随后于同年9月2日登陆macOS与Linux平台。在此期间，Mimimi Games和THQ Nordic还发布过数次免费更新，内容包括名为“男爵的挑战”（The Baron's Challenge）的14个特殊任务，需要玩家推进主线流程逐渐解锁。挑战基于原有游戏地图，神秘人“男爵”会要求玩家达成各种奇怪的目标。而根据任务性质，“男爵的挑战”将不同程度地限制玩家角色，例如在“捕熊三胞胎”（Bear Trap Triplets）中，玩家只能使用赫克托的陷阱杀敌。
作为季票的一部分，名为“财富迷人眼”（Money for the Vultures）的系列剧情DLC分三个章节于同年9月至11月陆续推出。“财富迷人眼”的故事发生在主线剧情结束后三个月，主角一行人受雇于先前在巴吞鲁日遇到的神秘女子罗西（Rosie），前去寻找德维特隐藏的财富。到了12月，游戏中又加入“赏金模式”（Bounty Mode）和“关卡编辑器”（Level Editor Light）两项免费更新，前者允许玩家自由选择角色重玩原有任务，后者为官方作弊码，PC玩家可以借助其在场景中生成和摆放敌人与物体，以增加游玩乐趣。

## 反响

### 评价
《赏金奇兵III》在发售后获得普遍正面的评价。游戏评论网站Metacritic分别基于61条评论给予游戏Microsoft Windows版本86/100分，基于24条评论给予PlayStation 4版本82/100分，基于13条评论给予Xbox One版本85/100分。评论家称赞游戏的人物塑造、角色技能、关卡设计以及系统创新，少量批评仅针对剧情略显平庸和相比开发商前作《影子战术》无明显进步。
IGN的编辑认为，尽管剧情有如标准的西部片，游戏里的角色互动却使其免于流俗，在展现每位角色性格特征的同时也加强了玩家的代入感。GameSpot的编辑戴维·怀尔德古斯（David Wildgoose）称赞游戏的存档机制，便捷的快速存档能让玩家无心理负担地自由尝试，进而在反复实践中形成属于自己的成功策略。 USgamer的编辑惊喜于制作组对每位角色技能的用心设计，确保他们在出场时总能尽显风采，角色间丰富多样的技能配合更增进了游玩体验。
《PC Gamer》的编辑弗雷澤·布朗尽管对新增的“决战模式”赞赏有加，称其“功能强大”，但表示游戏无聊的剧情无法深入人心，地图画面依然精美，却不及《影子战术》令人印象深刻。Rock Paper Shotgun的编辑蒂姆·斯通（Tim Stone）尤其喜爱伊莎贝尔这名角色，为其配音的德布拉·威尔逊表现出色，她的巫术技能也令人耳目一新，只对萨姆·威廉斯（Sam Williams）等系列老角色未能回归略感遗憾。

### 奖项与荣誉
早在Mimimi Games正式宣布开发《赏金奇兵III》后数月，即获选为2018年度德国开发者奖“最受期待游戏”，并于次年E3游戏展和科隆游戏展上分别获提名为“最佳策略游戏”。而在2020年推出后，游戏又收获不少奖项与提名。在当年度游戏大奖上，游戏曾获“最佳策略/模拟游戏”提名，但落败于《微软模拟飞行》。而在同年的德国开发者奖上，本作携五项提名领跑，却颗粒无收。游戏还参与了次年度的D.I.C.E.奖与西南偏南游戏奖评选，各获“年度策略/模拟游戏”与“最佳游戏设计”提名。最终在2021年度德国电子游戏奖上，本作荣膺“最佳德国游戏”，开发商Mimimi Games亦赢得“年度工作室”殊荣。此外，IGN和Polygon还分别将本作列为2020年度最佳策略游戏和年度最佳50款游戏之一。
| 年份 | 奖项           | 类别              | 获提名       | 结果 | 来源   |
| ---- | -------------- | ----------------- | ------------ | ---- | ------ |
| 2018 | 德国开发者奖   | 最受期待游戏      | 赏金奇兵III  | 獲獎 | [ 43 ] |
| 2019 | E3游戏评论家奖 | 最佳策略游戏      | 赏金奇兵III  | 提名 | [ 44 ] |
| 2019 | Gamescom奖     | 最佳策略游戏      | 赏金奇兵III  | 獲獎 | [ 45 ] |
| 2020 | 游戏大奖       | 最佳策略/模拟游戏 | 赏金奇兵III  | 提名 | [ 46 ] |
| 2020 | 德国开发者奖   | 年度游戏          | 赏金奇兵III  | 提名 | [ 47 ] |
| 2020 | 德国开发者奖   | 最佳游戏设计      | 赏金奇兵III  | 提名 | [ 47 ] |
| 2020 | 德国开发者奖   | 最佳美术          | 赏金奇兵III  | 提名 | [ 47 ] |
| 2020 | 德国开发者奖   | 最佳音乐          | 赏金奇兵III  | 提名 | [ 47 ] |
| 2020 | 德国开发者奖   | 最佳叙事          | 赏金奇兵III  | 提名 | [ 47 ] |
| 2020 | 德国开发者奖   | 最佳工作室        | Mimimi Games | 提名 | [ 47 ] |
| 2020 | IGN            | 最佳策略游戏      | 赏金奇兵III  | 提名 | [ 51 ] |
| 2021 | D.I.C.E.奖     | 年度策略/模拟游戏 | 赏金奇兵III  | 提名 | [ 48 ] |
| 2021 | 西南偏南游戏奖 | 最佳游戏设计      | 赏金奇兵III  | 提名 | [ 49 ] |
| 2021 | 德国电子游戏奖 | 最佳德国游戏      | 赏金奇兵III  | 獲獎 | [ 50 ] |
| 2021 | 德国电子游戏奖 | 最佳专家游戏      | 赏金奇兵III  | 提名 | [ 50 ] |
| 2021 | 德国电子游戏奖 | 最佳游戏世界美学  | 赏金奇兵III  | 提名 | [ 50 ] |
| 2021 | 德国电子游戏奖 | 年度工作室        | Mimimi Games | 獲獎 | [ 50 ] |